# Adscita krymensis
Adscita krymensis ist ein Schmetterling aus der Familie der Widderchen (Zygaenidae).

## Merkmale
Die Männchen erreichen eine Vorderflügellänge von 11,5 Millimeter. Kopf, Thorax und Beine schimmern grün. Das Abdomen schimmert dunkelgrün und hat einen halbmetallischen Glanz. Die Fühler bestehen aus 37 Segmenten, die letzten neun Segmente sind zu Plättchen umgebildet. Die Vorderflügeloberseite schimmert grün, die Vorderflügelunterseite und die Fransen sind grau. Die Hinterflügelober- und -unterseite sind grau. Beide Flügel sind mit schmalen Schuppen bedeckt und leicht transluzent.
Bei den Männchen ist der Uncus 1,6-mal länger als das Tegumen. Die Valven haben keinen Prozessus, der ventrale Teil ist distal zugespitzt. Der Aedeagus ist ungefähr zweimal so lang wie der Uncus und hat einen geraden, stark sklerotisierten Cornutus. Dieser ist schlank, distal zugespitzt und 24-mal länger als breit.
Weibchen wurden bisher nicht beschrieben.

### Ähnliche Arten
Adscita albanica und Adscita geryon kommen syntop mit A. krymensis vor. Alle drei Arten können genitalmorphologisch unterschieden werden.

## Verbreitung
Adscita krymensis ist bisher nur von der Krimhalbinsel bekannt.

## Biologie
Die Biologie der Art ist bisher unbekannt.

## Systematik
Die taxonomische Stellung der Art ist gegenwärtig noch unklar. Es wird angenommen, dass sie eng mit den Vertretern der statices-Gruppe verwandt ist.